# Roca del Carret
La Roca del Carret és una muntanya de 1.742 metres que es troba entre els municipis de les Valls de Valira i de Montferrer i Castellbò, a la comarca de l'Alt Urgell.